# Mally Werkenthin
Mally Minna Alma Werkenthin (* 22. Februar 1878 in Berlin; † 17. September 1918 in Leipzig) war eine deutsche Opernsängerin.

## Leben
Mally Werkenthin war eine Tochter des Berliner Musikdirektors Albert Werkenthin (1842–1914) und dessen Frau Lucie Jenny, geborene Steinberg (* 1850). Der Zahnmediziner Albert Werkenthin (1874–1953) und die Modezeichnerin Julie Werkenthin (1882–1960) waren ihre Geschwister. Sie erhielt ihre Gesangsausbildung bei Emilie Herzog und dramatische Studien bei Marie Hock.
Mally Werkenthin hatte 1899 ihr Debüt und erstes Engagement am Fürstlichen Theater Sondershausen, in der Spielzeit 1900/01 war sie am Stadttheater Posen. Weitere Engagements waren 1901/02 am Rostocker Stadttheater, 1902–1904 am Schauspielhaus Chemnitz, 1905/06 am Stadttheater Reichenberg, 1906/07 am Theater Bremen, 1907–1910 in Metz, 1911/12 am Städtischen Theater in Münster und 1912/13 an der Volksoper Hamburg. In den letzten Jahren trat sie als Gastsängerin auf.